# GKS Katowice (piłka nożna)
GKS Katowice – polski klub piłkarski z siedzibą w Katowicach. Od sezonu 2024/2025 występujący w Ekstraklasie. W tabeli wszech czasów Ekstraklasy GKS Katowice zajmuje 12. miejsce. Od sezonu 2010/11 klubem zarządza spółka akcyjna.

## Historia

### Założenie klubu
5 listopada 1963 roku podjęto decyzję o utworzeniu klubu sportowego o nazwie Górniczy Klub Sportowy Katowice, powstałego w wyniku połączenia katowickich klubów: Górnik 20 Katowice, TKS Rapid-Orzeł Wełnowiec, KS Koszutka Katowice, Katowicki Klub Łyżwiarski, Katowicki Klub Sportowy Górnik, Górniczy Klub Żeglarski Szkwał. W skład komitetu założycielskigo oprócz tych klubów znaleźli się przedstawiciele trzydziestu dwóch instytucji i zakładów pracy z terenu Katowic. Za oficjalne barwy klubowe uznano kolory złoto-zielono-czarne, a godłem stał się herb miasta Katowice. Uchwała uprawomocniła się 27 lutego 1964, co uznaje się za formalną datę powstania klubu.
GKS miał charakter wielosekcyjny i dysponował takimi sekcjami jak: sekcja hokejowa, zapaśnicza, saneczkarska, czy tenisa. Z klubem było związanych 44 olimpijczyków. Sportowcy GKS-u na letnich Igrzyskach Olimpijskich zdobyli 5 medali.

### Lata 60. i 70.
Grający w sezonie 1962/63 w III lidze TKS Rapid-Orzeł Wełnowiec uzyskał awans na drugi poziom rozgrywek ligowych. Od rundy wiosennej sezonu 1963/64 II ligi, wobec utworzenia GKS, zespół ten występował pod nową nazwą. W kolejnym sezonie uzyskał GKS awansował do najwyższej klasy rozgrywkowej. Od sezonu 1965/66 do 1970/71 klub występował w I lidze (do 2008 roku była to najwyższa klasa rozgrywkowa). W 1968 GKS Katowice wchłonął założony w 1922 Dąb Katowice. GKS Katowice grał w II lidze do sezonu 1977/78, po czym ponownie awansował do najwyższej klasy rozgrywkowej, w której występował przez kolejne dwa sezony.

### Lata 80. i 90.
W latach 80. i 90. XX w. GKS zdobył najwięcej trofeów i tytułów. Sezon 1980/81 i 1981/82 zespół spędził na zapleczu najwyższej klasy rozgrywkowej. Na pierwszy sukces drużyna czekała do 1985, kiedy dotarła do finału Pucharu Polski. Katowiccy piłkarze ulegli wtedy w rzutach karnych Widzewowi Łódź 1:3.
Pierwsze trofeum klub zdobył w następnym sezonie. Na drodze do triumfu w Pucharze Polski stanął tym razem Górnik Zabrze, lecz GKS Katowice pokonał rywala 4:1 po hat tricku Jana Furtoka. Po Puchar Polski katowicki klub sięgał jeszcze w sezonie 1990/91 i 1992/93, po zwycięstwa odpowiednio nad Legią Warszawa i Ruchem II Chorzów. Superpuchar Polski GKS Katowice zdobył natomiast w roku 1991 i 1995.
W latach 80. i 90. drużyna osiągała również swoje największe sukcesy w lidze. Tytuł Wicemistrza Polski GKS Katowice zdobywał czterokrotnie w 1988, 1989, 1992, 1994 roku. Tyle samo razy klub zajmował ostatnie miejsce na podium (1987, 1990, 1995, 2003). Drużynie nie udało się jednak uzyskać tytułu Mistrza Polski. Do wygrania ligi najbliżej GKS-owi było w sezonie 1993/94, kiedy to katowickiemu zespołowi zabrakło jednego punktu do pokonania zwycięskiej wtedy Legii Warszawa.

### Europejskie puchary
Do historii klubu przeszły także występy GKS-u na europejskich arenach. W sezonie 1970/71 katowicki zespół mierzył się w ramach Pucharu Miast Targowych z FC Barceloną. Pierwsze spotkanie na Stadionie Śląskim zakończyło się zwycięstwem hiszpańskiej drużyny 1:0. Na Camp Nou GKS prowadził 2:0 po trafieniach Nowoka i Rothera, jednak Barcelona zdołała odrobić straty i ostatecznie wygrała 3:2.
Największymi sukcesami klubu na europejskich arenach było dwukrotne dotarcie do 1/8 finału Pucharu Zdobywców Pucharu oraz awansowanie do 1/8 finału Pucharu UEFA. W sezonie 1986/87 GKS Katowice pokonał 3:0 i 1:0 Fram, natomiast w sezonie 1991/92 katowicki przeszedł do 1/8 finału Pucharu Zdobywców Pucharu dzięki lepszemu bilansowi goli od FC Motherwell. Do 1/8 finału Pucharu UEFA GKS dostał się w sezonie 1994/95 po wygranym dwumeczu z Girondins Bordeaux. W składzie francuskiej drużyny znajdywali się wtedy tacy piłkarze jak: Christophe Dugarry, Bixente Lizarazu czy Zinédine Zidane. Przy Bukowej katowicki klub zwyciężył 1:0, a na wyjeździe zremisował 1:1. W 1/8 finału Pucharu UEFA GKS musiał uznać jednak wyższość Bayeru 04 Leverkusen.
Legenda do wszystkich tabel:
- Q – runda eliminacyjna, 1/16, 1/8, 1/4, 1/2 – odpowiednia faza rozgrywek, Grupa – runda grupowa, 1r gr – pierwsza runda grupowa, 2r gr – druga runda grupowa, F – finał, R – runda, PO – play-off
- k. – rzuty karne, los. – losowanie, Dogr. – dogrywka, w. – zasada bramek strzelonych na wyjeździe

| Sezon   | Rozgrywki                 | Runda | Klub                | Dom | Wyjazd | Ogólnie     |
| ------- | ------------------------- | ----- | ------------------- | --- | ------ | ----------- |
| 1970/71 | Puchar Miast Targowych    | 1R    | FC Barcelona        | 0–1 | 2–3    | 2–4         |
| 1986/87 | Puchar Zdobywców Pucharów | 1R    | Fram                | 1–0 | 3–0    | 4–0         |
| 1986/87 | Puchar Zdobywców Pucharów | 1/8   | FC Sion             | 2–2 | 0–3    | 2–5         |
| 1987/88 | Puchar UEFA               | 1R    | Sportul Studentesc  | 1–2 | 0–1    | 1–3         |
| 1988/89 | Puchar UEFA               | 1R    | Rangers             | 2–4 | 0–1    | 2–5         |
| 1989/90 | Puchar UEFA               | 1R    | RoPS Rovaniemi      | 0–1 | 1–1    | 1–2         |
| 1990/91 | Puchar UEFA               | 1R    | Turun Palloseura    | 3–0 | 1–0    | 4–0         |
| 1990/91 | Puchar UEFA               | 2R    | Bayer 04 Leverkusen | 1–2 | 0–4    | 1–6         |
| 1991/92 | Puchar Zdobywców Pucharów | 1R    | Motherwell          | 2–0 | 1–3    | 3–3, w.     |
| 1991/92 | Puchar Zdobywców Pucharów | 1/8   | Club Brugge         | 0–1 | 0–3    | 0–4         |
| 1992/93 | Puchar UEFA               | 1R    | Galatasaray SK      | 0–0 | 1–2    | 1–2         |
| 1993/94 | Puchar Zdobywców Pucharów | 1R    | SL Benfica          | 1–1 | 0–1    | 1–2         |
| 1994/95 | Puchar UEFA               | Q     | Inter Cardiff       | 6–0 | 2–0    | 8–0         |
| 1994/95 | Puchar UEFA               | 1R    | Aris FC             | 1–0 | 0–1    | 1–1, k: 4–3 |
| 1994/95 | Puchar UEFA               | 2R    | Girondins Bordeaux  | 1–0 | 1–1    | 2–1         |
| 1994/95 | Puchar UEFA               | 1/8   | Bayer 04 Leverkusen | 1–4 | 0–4    | 1–8         |
| 1995/96 | Puchar Zdobywców Pucharów | Q     | Ararat Erywań       | 2–0 | 0–2    | 2–2, k: 4–5 |
| 2003/04 | Puchar UEFA               | Q     | Cementarnica Skopje | 1–1 | 0–0    | 1–1, w.     |

### Lata 2000-2012

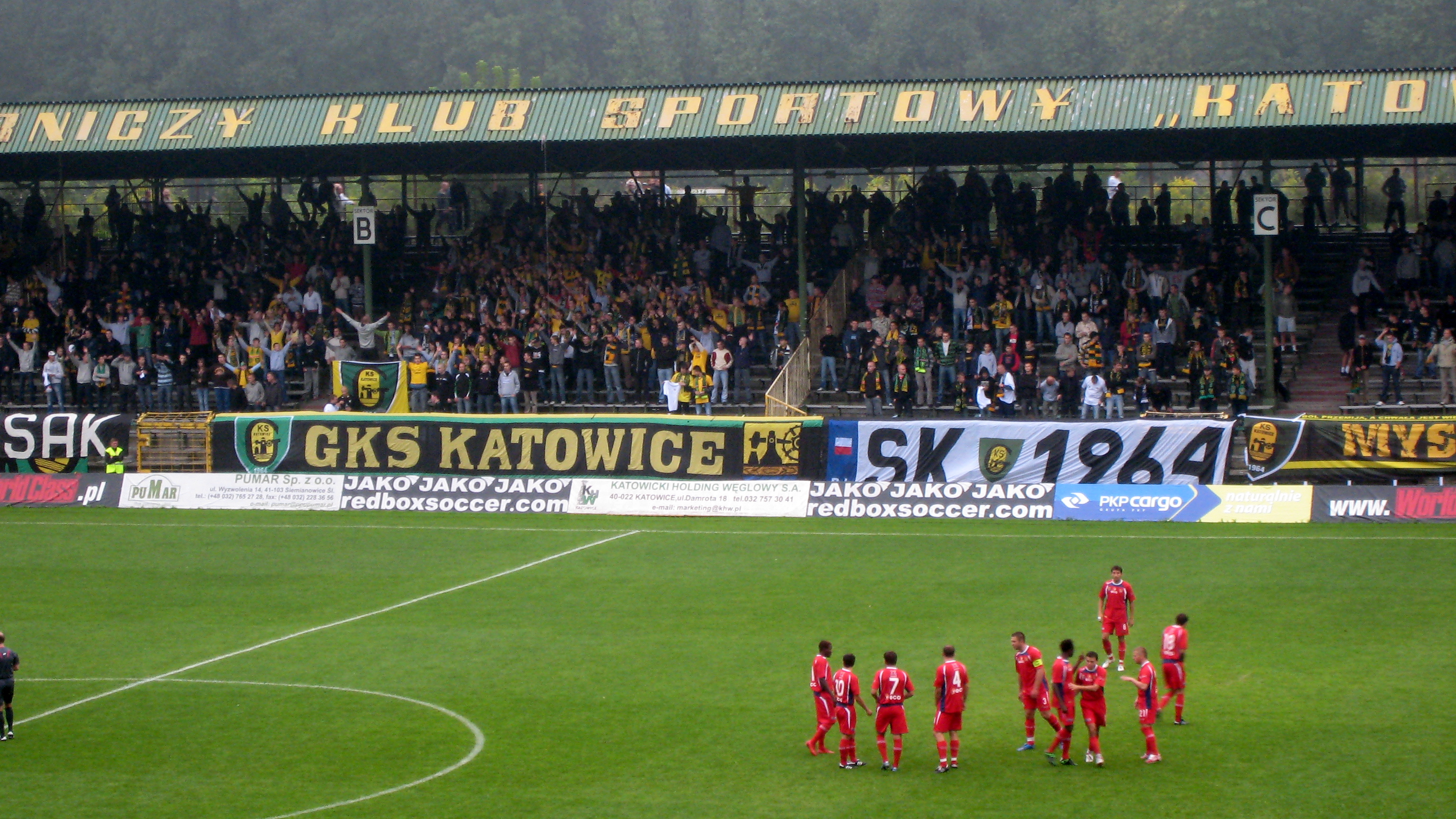
GKS Katowice – Odra Opole, 2008-08-16

Sezon 1999/2000 GKS spędził w drugiej lidze, lecz po tym sezonie zespół ponownie trafił do najwyższej klasy rozgrywkowej. W 2004 roku klub pogrążył się w problemach finansowych i nie otrzymał licencji na grę w drugiej lidze. Sezon 2005/06 GKS Katowice zmuszony był rozegrać na czwartym stopniu rozgrywkowym. Dwa kolejne sezonu kończyły się awansem i sezon 2007/08 GKS rozegrał już na drugim poziomie ligowym. Na kartach historii klubu zapisał się także projekt zmiany GKS-u na KP Katowice w 2012 roku, który miał występować w Ekstraklasie na licencji Polonii Warszawa. Stanowcze sprzeciwy kibiców klubu nie dopuściły jednak do realizacji projektu.

## Sukcesy
Krajowe:
- Wicemistrzostwo Polski: 1988, 1989, 1992, 1994
- 3. miejsce w ekstraklasie: 1987, 1990, 1995, 2003
- Puchar Polski: 1986, 1991, 1993
- Finał Pucharu Polski: 1985, 1987, 1990, 1995, 1997
- Superpuchar Polski: 1991, 1995

Międzynarodowe:
- 1/8 finału Pucharu Zdobywców Pucharów: 1987, 1992
- 1/8 finału Pucharu UEFA: 1995

## Wszystkie sezony w polskich rozgrywkach

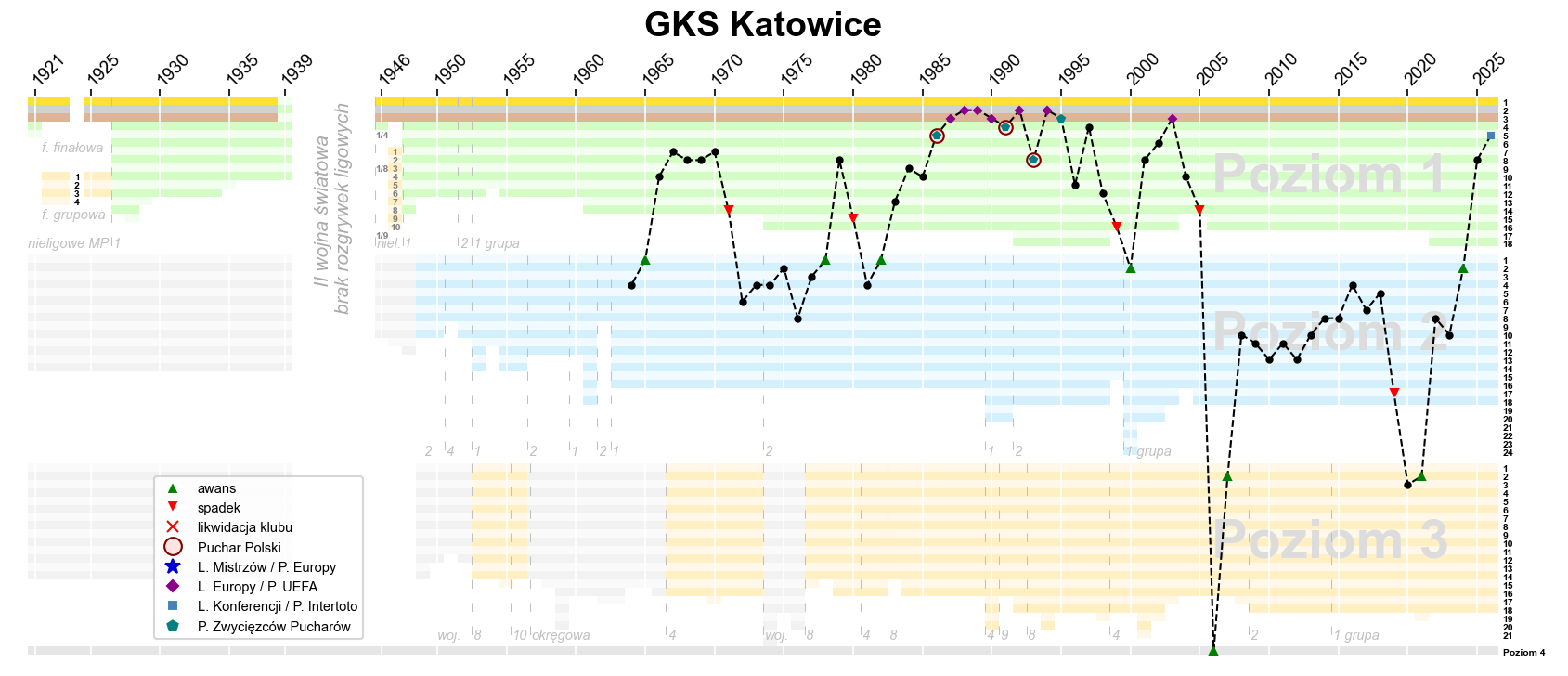
Historia występów GKS Katowice w rozgrywkach ligowych

| Sezon     | Rozgrywki ligowe         | Rozgrywki ligowe | Puchar Polski (rozgrywki centralne) | Uwagi |
| Sezon     | Liga                     | Miejsce          | Puchar Polski (rozgrywki centralne) | Uwagi |
| --------- | ------------------------ | ---------------- | ----------------------------------- | --- |
| 1963/1964 | II liga                  | 4/16             | 1/2                                 | Pierwsze mecze derbowe z Górnikiem Zabrze i Polonią Bytom (w Pucharze Polski).                                       |
| 1964/1965 | II liga                  | 2/16             | 2R                                  | |
| 1965/1966 | I liga                   | 10/14            | 1/8                                 | Pierwszy mecz derbowy z Ruchem Chorzów.                                                                              |
| 1966/1967 | I liga                   | 7/14             | 1/2                                 | |
| 1967/1968 | I liga                   | 8/14             | 1/4                                 | |
| 1968/1969 | I liga                   | 8/14             | 1/16                                | |
| 1969/1970 | I liga                   | 7/14             | 1/16                                | |
| 1970/1971 | I liga                   | 14/14            | 1/2                                 | |
| 1971/1972 | II liga                  | 6/16             | 1/4                                 | |
| 1972/1973 | II liga                  | 4/16             | 1/4                                 | |
| 1973/1974 | II liga (gr. południowa) | 4/16             | 1/8                                 | |
| 1974/1975 | II liga (gr. południowa) | 2/16             | 1/4                                 | |
| 1975/1976 | II liga (gr. południowa) | 8/16             | –                                   | |
| 1976/1977 | II liga (gr. południowa) | 3/16             | –                                   | |
| 1977/1978 | II liga (gr. południowa) | 1/16             | 1R                                  | |
| 1978/1979 | I liga                   | 8/16             | 1/16                                | |
| 1979/1980 | I liga                   | 15/16            | 1/4                                 | |
| 1980/1981 | II liga (gr. zachodnia)  | 4/16             | 1/16                                | |
| 1981/1982 | II liga (gr. zachodnia)  | 1/16             | 3R                                  | |
| 1982/1983 | I liga                   | 13/16            | 3R                                  | |
| 1983/1984 | I liga                   | 9/16             | 1/8                                 | |
| 1984/1985 | I liga                   | 10/16            | F                                   | |
| 1985/1986 | I liga                   | 5/16             | Z                                   | Kwalifikacja do Pucharu Zdobywców Pucharów.                                                                          |
| 1986/1987 | I liga                   | 3/16             | F                                   | Kwalifikacja do Pucharu UEFA.                                                                                        |
| 1987/1988 | I liga                   | 2/16             | 1/8                                 | Kwalifikacja do Pucharu UEFA.                                                                                        |
| 1988/1989 | I liga                   | 2/16             | 1/2                                 | Kwalifikacja do Pucharu UEFA.                                                                                        |
| 1989/1990 | I liga                   | 3/16             | F                                   | Najwyżej notowany klub z Górnego Śląska. Kwalifikacja do Pucharu UEFA.                                               |
| 1990/1991 | I liga                   | 4/16             | Z                                   | Kwalifikacja do Pucharu Zdobywców Pucharów.                                                                          |
| 1991/1992 | I liga                   | 2/18             | 1/8                                 | Superpuchar Polski.                                                                                                  |
| 1991/1992 | I liga                   | 2/18             | 1/8                                 | Najwyżej notowany klub z Górnego Śląska. Kwalifikacja do Pucharu UEFA.                                               |
| 1992/1993 | I liga                   | 8/18             | Z                                   | Kwalifikacja do Pucharu Zdobywców Pucharów.                                                                          |
| 1993/1994 | I liga                   | 2/18             | 1/2                                 | Najwyżej notowany klub z Górnego Śląska. Awans do kwalifikacji Pucharu UEFA.                                         |
| 1994/1995 | I liga                   | 3/18             | F                                   | Najwyżej notowany klub z Górnego Śląska. Awans do kwalifikacji Pucharu Zdobywców Pucharów.                           |
| 1995/1996 | I liga                   | 11/18            | 1/16                                | Superpuchar Polski                                                                                                   |
| 1996/1997 | I liga                   | 4/18             | F                                   | |
| 1997/1998 | I liga                   | 12/18            | 1/4                                 | |
| 1998/1999 | I liga                   | 16/16            | 1/8                                 | |
| 1999/2000 | II liga                  | 2/24             | 1/16                                | |
| 2000/2001 | I liga                   | 8/16             | 1R                                  | 1/8 finału Pucharu Ligi.                                                                                             |
| 2001/2002 | I liga                   | 6/16             | 1/16                                | 1/2 finału Pucharu Ligi.                                                                                             |
| 2002/2003 | I liga                   | 3/16             | 1/16                                | Najwyżej notowany klub z Górnego Śląska. Awans do kwalifikacji Pucharu UEFA.                                         |
| 2003/2004 | I liga                   | 10/14            | 1/2                                 | |
| 2004/2005 | I liga                   | 14/14            | FG                                  | Najwyższa porażka: 16 października 2004: Zagłębie Lubin – GKS Katowice 7:0. Zespół nie otrzymał licencji na II ligę. |
| 2005/2006 | IV liga (gr. śląska I)   | 1/17             | –                                   | Najwyższe zwycięstwo: 7 czerwca 2006 GKS Katowice – Szombierki Bytom 9:0.                                            |
| 2005/2006 | IV liga (gr. śląska I)   | 1/17             | –                                   | Awans po barażach.                                                                                                   |
| 2006/2007 | III liga (gr. III)       | 2/16             | –                                   | |
| 2007/2008 | II liga                  | 10/18            | –                                   | |
| 2008/2009 | I liga                   | 11/18            | 1/16                                | Reforma rozgrywek piłkarskich - I liga stała się II poziomem rozgrywkowym w Polsce.                                  |
| 2009/2010 | I liga                   | 13/18            | 1R                                  | |
| 2010/2011 | I liga                   | 11/18            | 1R                                  | |
| 2011/2012 | I liga                   | 13/18            | 1R                                  | |
| 2012/2013 | I liga                   | 10/18            | 1R                                  | |
| 2013/2014 | I liga                   | 8/18             | 1/8                                 | |
| 2014/2015 | I liga                   | 8/18             | 1R                                  | |
| 2015/2016 | I liga                   | 4/18             | 1/8                                 | |
| 2016/2017 | I liga                   | 7/18             | 1R                                  | |
| 2017/2018 | I liga                   | 5/18             | 1R                                  | |
| 2018/2019 | I liga                   | 17/18            | 1/16                                | |
| 2019/2020 | II liga                  | 3/18             | 1/16                                | Przegrany baraż o awans.                                                                                             |
| 2020/2021 | II liga                  | 2/19             | 1/32                                | |
| 2021/2022 | I liga                   | 8/18             | 1/16                                | |
| 2022/2023 | I liga                   | 10/18            | 1/16                                | |
| 2023/2024 | I liga                   | 2/18             | 1R                                  | |
| 2024/2025 | Ekstraklasa              | 8/18             | 1/16                                | Najwyżej notowany klub z Górnego Śląska.                                                                             |

| Poziom ligowy | Liczba sezonów | Sezony                                                           |
| ------------- | -------------- | ---------------------------------------------------------------- |
| I             | 31             | 1965–1971, 1978–1980, 1982–1999, 2000–2005, 2024–                |
| II            | 26             | 1963–1965, 1971–1978, 1980–1982, 1999/2000, 2007–2019, 2021–2024 |
| III           | 3              | 2006/2007, 2019–2021                                             |
| IV            | 1              | 2005/2006                                                        |

## Informacje ogólne

### Działacze oraz pracownicy klubu
- Właściciel: Miasto Katowice
- Prezes Zarządu:  Sławomir Witek
- Przewodniczący Rady Nadzorczej:  Andrzej Noras
- Wiceprzewodniczący Rady Nadzorczej:  Janusz Olesiński
- Członkowie Rady Nadzorczej:  Wojciech Andrzejewski, Mariusz Saratowicz, Tomasz Szpyrka
- Dyrektor Sekcji Piłki Nożnej:  Dawid Dubas
- Główny skaut:  Mateusz Musialik
- Asystentka Zarządu:  Roksana Krosta
- Dyrektor działu organizacji i ticketingu:  Przemysław Stebel
- Dyrektor działu marketingu i promocji:  Rafał Bura
- Dyrektor działu komunikacji:  Maciej Blaut
- Rzecznik prasowy:  Michał Kajzerek
- Spiker:  Aleksander Matusek
- Spiker pomocniczy:  Marcin Fojkis
- Specjalista ds. sponsoringu:  Paweł Poniatowski
- Młodszy specjalista ds. sponsoringu i marketingu:  Jakub Stawski
- Młodszy specjalista ds. sponsoringu i marketingu:  Małgorzata Fałda
- Specjalista ds. komunikacji:  Marcin Fojkis
- Młodszy specjalista ds. komunikacji:  Magdalena Weżgowiec
- Starszy specjalista ds. organizacji i ticketingu:  Grzegorz Mierzwa
- Specjalista ds. organizacji i ticketingu:  Dominika Kaczmarczyk
- Specjalista ds. organizacji i marketingu:   Aleksander Matusek
- Specjalista ds. organizacji:  Adam Wijas
- Główna księgowa:  Aleksandra Wilk
- Specjalista ds. finansowych:  Aneta Zwolak
- Kierownik Oficjalnego Sklepu GKS Katowice:  Marcin Kądziołka
- Fotograf:  Tomasz Błaszczyk
- Operator kamery:  Daniel Różański
- Operator kamery:  Mateusz Skarłosz
- Graphic designer:  Patryk Namysło
- Inspektor Ochrony Danych Osobowych:  Karolina Wichowska

### Sztab szkoleniowy GKS-u Katowice
Na podstawie oficjalnej strony internetowej.
- Pierwszy trener:  Rafał Górak
- Drugi trener:  Dariusz Mrózek,  Dariusz Okoń
- Asystent trenera:  Artur Filipiak
- Trener analityk:  Marek Stepnowski
- Trener bramkarzy:  Jarosław Salachna
- Trener przygotowania fizycznego:  Miłosz Drozd,  Jacek Rokosa
- Kierownik:  Jakub Kobyłka
- Koordynator sztabu medycznego:  Wojciech Herman
- Fizjoterapeuci:  Paweł Blaut,  Paweł Widenka,  Karol Biedrzycki

## Zawodnicy

### Piłkarze klubu w reprezentacji Polski

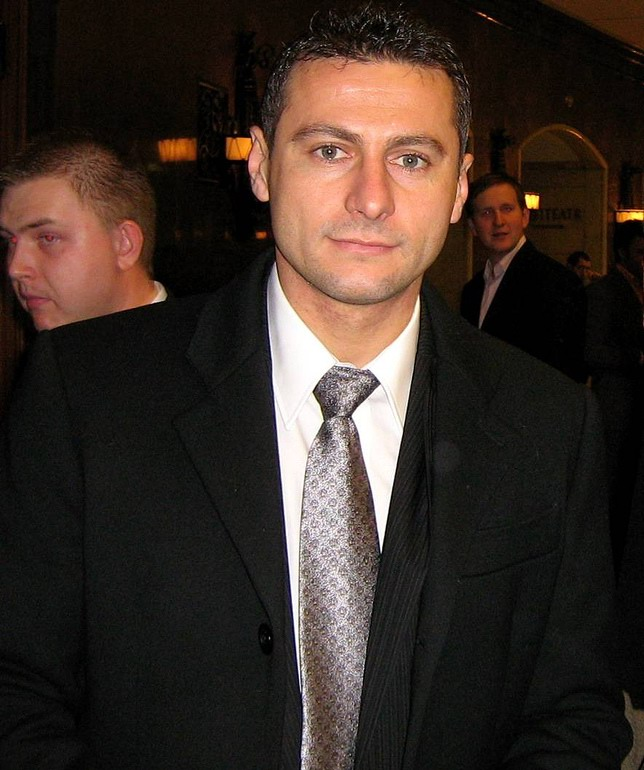
Piotr Świerczewski – zawodnik klubu w latach 1989–1993

- Jerzy Brzęczek – srebrny medalista IO 1992, były kapitan i były trener reprezentacji Polski
- Marek Biegun
- Dariusz Grzesik
- Jan Furtok – uczestnik Mundialu 1986
- Janusz Jojko
- Marek Koniarek
- Jacek Kowalczyk
- Mirosław Kubisztal
- Adam Ledwoń
- Tomasz Moskała
- Janusz Nawrocki
- Zygmunt Schmidt
- Roman Szewczyk
- Mirosław Sznaucner
- Piotr Świerczewski – srebrny medalista IO 1992
- Kazimierz Węgrzyn
- Jerzy Wijas
- Sławomir Wojciechowski

### Złota Jedenastka Wszech Czasów
W roku 2014 GKS Katowice obchodził 50. rocznicę swojego istnienia. Z tej okazji 28 lutego 2014 roku w auli Akademii Muzycznej w Katowicach odbyła się gala, podczas której wybrano trenera 50-lecia oraz Złotą Jedenastkę Wszech Czasów. Uhonorowanym szkoleniowcem został Alojzy Łysko, a do Złotej Jedenastki Wszech Czasów wpisali się: Jan Furtok, Janusz Jojko, Marek Koniarek, Adam Kucz, Adam Ledwoń, Piotr Piekarczyk, Gerard Rother, Roman Szewczyk, Marek Świerczewski, Piotr Świerczewski oraz Mirosław Widuch.

### Numery zastrzeżone
| Nr | Poz. | Piłkarz    |
| -- | ---- | ---------- |
| 9  | NA   | Jan Furtok |

## Obecny skład
Stan na 14 sierpnia 2025:
| Nr | Poz. | Piłkarz                     |
| -- | ---- | --------------------------- |
| 1  | BR   | Dawid Kudła                 |
| 2  | OB   | Märten Kuusk                |
| 3  | OB   | Aleksander Paluszek         |
| 4  | OB   | Arkadiusz Jędrych (kapitan) |
| 5  | PO   | Jesse Bosch                 |
| 6  | OB   | Lukas Klemenz               |
| 7  | NA   | Maciej Rosołek              |
| 8  | PO   | Borja Galán                 |
| 10 | PO   | Marcel Wędrychowski         |
| 11 | PO   | Adrian Błąd                 |
| 12 | BR   | Rafał Strączek              |
| 13 | OB   | Bartosz Jaroszek            |
| 14 | PO   | Jakub Łukowski              |
| 16 | OB   | Grzegorz Rogala             |
| 17 | PO   | Mateusz Marzec              |

| Nr | Poz. | Piłkarz                                         |
| -- | ---- | ----------------------------------------------- |
| 18 | PO   | Miłosz Swatowski                                |
| 19 | PO   | Kacper Łukasiak                                 |
| 20 | PO   | Filip Rejczyk                                   |
| 21 | NA   | Aleksander Buksa (wypożyczony z Górnika Zabrze) |
| 22 | PO   | Sebastian Milewski                              |
| 23 | OB   | Marcin Wasielewski                              |
| 24 | OB   | Konrad Gruszkowski                              |
| 25 | OB   | Łukasz Trepka                                   |
| 27 | PO   | Bartosz Nowak                                   |
| 28 | PO   | Alan Bród                                       |
| 30 | OB   | Alan Czerwiński                                 |
| 33 | BR   | Patryk Szczuka                                  |
| 77 | PO   | Mateusz Kowalczyk                               |
| 99 | NA   | Adam Zreľák                                     |

## Trenerzy

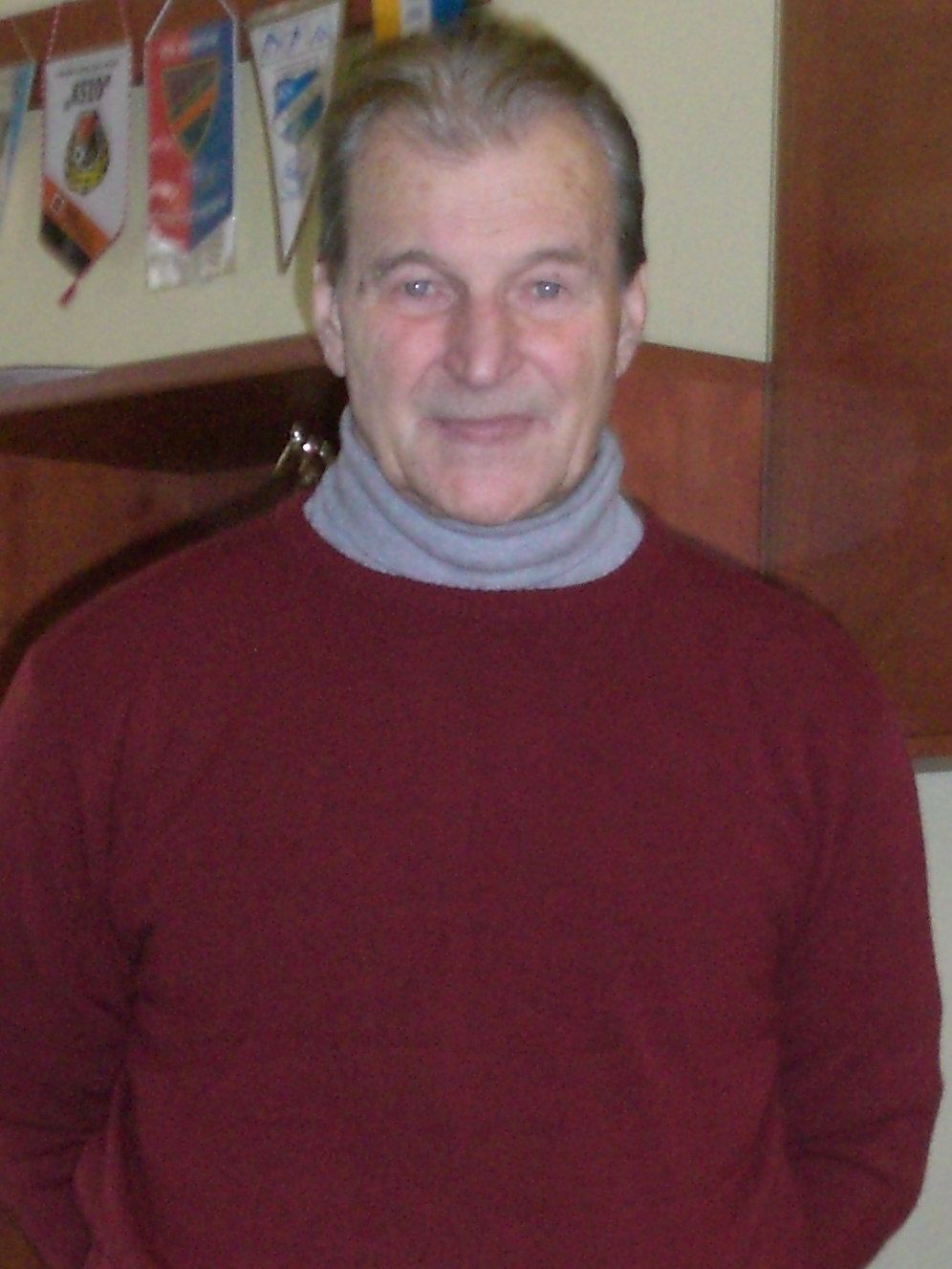
Stanisław Oślizło – trener klubu w 1979

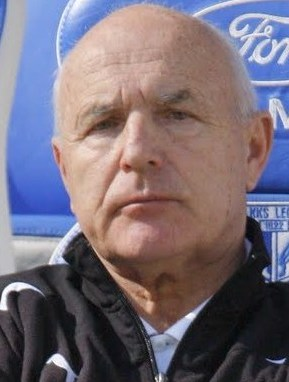
Orest Lenczyk – trener klubu w latach 1990-91 i 1995

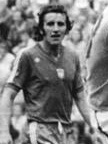
Adam Musiał – trener klubu w latach 1995–1996

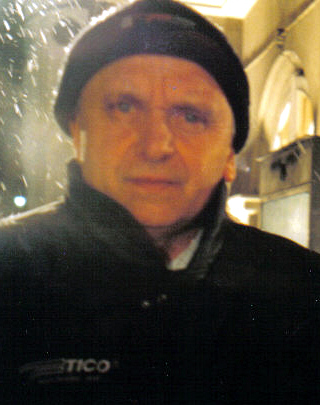
Bogusław Kaczmarek – trener klubu w latach 2000-01

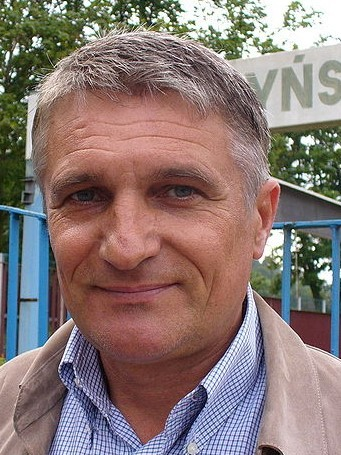
Adam Nawałka – trener klubu w latach 2008-09

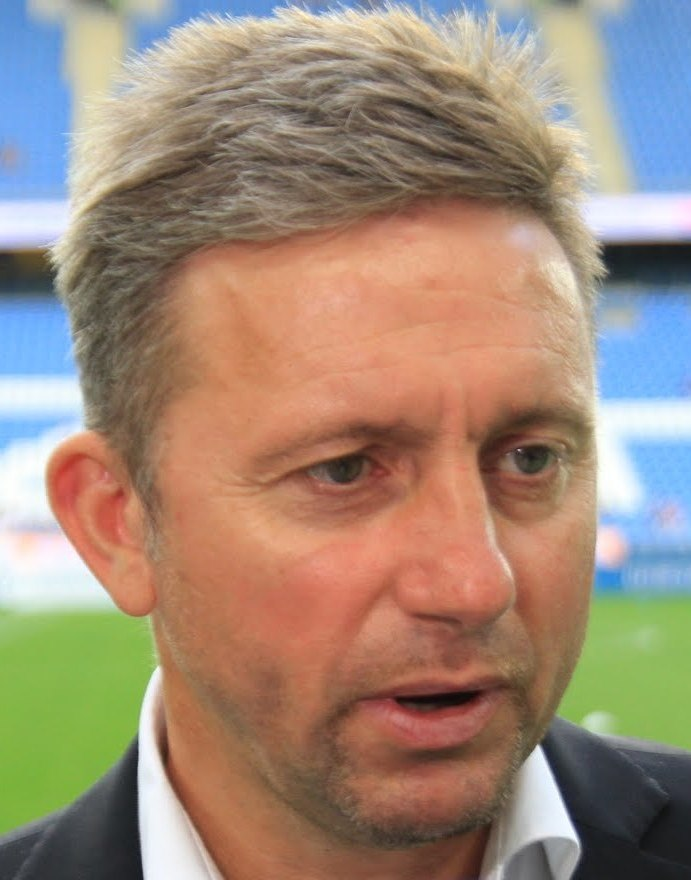
Jerzy Brzęczek – trener klubu w latach 2015-17

| Lp.        | Imię i nazwisko                                           | Okres urzędowania | Okres urzędowania |
| ---------- | --------------------------------------------------------- | ----------------- | ----------------- |
| 1.         | Jerzy Nikiel                                              | 1963              | 1967              |
| 2.         | Augustyn Dziwisz                                          | 1968              | 1968              |
| 3.         | Marceli Strzykalski (1. kadencja)                         | 1968              | 1968              |
| 4.         | Tadeusz Foryś (1. kadencja)                               | 1968              | 1969              |
| (3.)       | Marceli Strzykalski (2. kadencja)                         | 1970              | 1970              |
| 5.         | Roman Durniok                                             | 1971              | 1971              |
| 6.         | Kazimierz Trampisz                                        | 1971              | 1971              |
| (3.)       | Marceli Strzykalski (3. kadencja)                         | 1972              | 1973              |
| (4.)       | Tadeusz Foryś (2. kadencja)                               | 1973              | 1975              |
| 7.         | Joachim Krajczy                                           | 1975              | 1976              |
| 8.         | Andrzej Gajewski                                          | 1977              | 1978              |
| 9.         | Jan Gajdeczka                                             | 1978              | 1978              |
| 10.        | Joachim Szołtysek (1. kadencja)                           | 1978              | 1978              |
| 11.        | Stanisław Oślizło                                         | 1979              | 1979              |
| (10.)      | Joachim Szołtysek (2. kadencja)                           | 1979              | 1980              |
| 12.        | Władysław Żmuda (1. kadencja)                             | 1980              | 1981              |
| 13.        | Jerzy Nowok                                               | 1981              | 1983              |
| 14.        | Jacek Góralczyk                                           | 1983              | 1983              |
| 15.        | Zdzisław Podedworny                                       | 1984              | 1985              |
| 16.        | Alojzy Łysko (1. kadencja)                                | 1985              | 1987              |
| (12.)      | Władysław Żmuda (2. kadencja)                             | 1987              | 1989              |
| 17.        | Jerzy Michajłow                                           | 1989              | 1990              |
| 18.        | Orest Lenczyk (1. kadencja)                               | 1990              | 1991              |
| (16.)      | Alojzy Łysko (2. kadencja)                                | 1991              | 1992              |
| 19.        | Adolf Blutsch                                             | 1992              | 1993              |
| 20.        | Piotr Piekarczyk (1. kadencja)                            | 1993              | 1994              |
| 21.        | Jacek Góralczyk                                           | 1995              | 1995              |
| (18.)      | Orest Lenczyk (2. kadencja)                               | 1995              | 1995              |
| 22.        | Adam Musiał                                               | 1995              | 1996              |
| 23.        | Henryk Górnik (1. kadencja)                               | 1996              | 1996              |
| (20.)      | Piotr Piekarczyk (2. kadencja)                            | 1996              | 1998              |
| 24.        | Marek Koniarek                                            | 1998              | 1999              |
| 25.        | Paweł Kowalski                                            | 2000              | 2000              |
| 26.        | Bogusław Kaczmarek                                        | 2000              | 2001              |
| 27.        | Janusz Białek                                             | 2001              | 2002              |
| 28.        | Jan Żurek (1. kadencja)                                   | 2002              | 2003              |
| 29.        | Edward Lorens                                             | 2003              | 2003              |
| 30.        | Lechosław Olsza (1. kadencja)                             | 2003              | 2003              |
| (28.)      | Jan Żurek (2. kadencja)                                   | 2003              | 2004              |
| (30.)      | Lechosław Olsza (2. kadencja)                             | 2004              | 2004              |
| 31.        | Wojciech Borecki                                          | 2004              | 2004              |
| 32.        | Mieczysław Broniszewski                                   | 2004              | 2004              |
| 33.        | Jan Furtok                                                | 2005              | 2005              |
| (30.)      | Lechosław Olsza (3. kadencja)                             | 2005              | 2005              |
| (23.)      | Henryk Górnik (2. kadencja)                               | 2005              | 2006              |
| (20.)      | Piotr Piekarczyk (3. kadencja)                            | 2006              | 2008              |
| 34.        | Wojciech Osyra                                            | 2008              | 2008              |
| (28.)      | Jan Żurek (3. kadencja)                                   | 2008              | 2008              |
| (23.), 35. | Henryk Górnik (3. kadencja) Jarosław Tkocz                | 2008              | 2008              |
| 36.        | Adam Nawałka                                              | 2008              | 2009              |
| 37.        | Robert Moskal                                             | 2010              | 2010              |
| 38.        | Dariusz Fornalak                                          | 2010              | 2010              |
| 39.        | Wojciech Stawowy                                          | 2010              | 2011              |
| 40.        | Rafał Górak                                               | 2011              | 2013              |
| 41.        | Kazimierz Moskal                                          | 2013              | 2014              |
| 42.        | Artur Skowronek                                           | 2014              | 2015              |
| (20.), 43. | Piotr Piekarczyk (4. kadencja) Janusz Jojko (1. kadencja) | 2015              | 2015              |
| (20.)      | Piotr Piekarczyk (5. kadencja)                            | 2015              | 2015              |
| 44.        | Jerzy Brzęczek                                            | 2015              | 2017              |
| (43.)      | Janusz Jojko (2. kadencja)                                | 2017              | 2017              |
| 45.        | Piotr Mandrysz                                            | 2017              | 2018              |
| 46.        | Jacek Paszulewicz                                         | 2018              | 2018              |
| 47.        | Jakub Dziółka                                             | 2018              | 2018              |
| 48.        | Dariusz Dudek                                             | 2018              | 2019              |
| 49.        | Rafał Górak                                               | 2019              | nadal             |